# Neàpolis de Psídia
Neàpolis (en grec antic Νεάπολις) era una ciutat de Psídia al sud d'Antioquia, segons Claudi Ptolemeu. Plini el Vell diu que era una ciutat de la província romana de Galàcia, que al seu temps incloïa una part de Psídia.
Podria correspondre a la moderna Tutinek on queden algunes restes.